# Georgina Bäckström
Johanna Georgina Bäckström, född 26 augusti 1852 i Stockholm, död 12 september 1932 i Stockholm, var en svensk skådespelare. Hon blev elev vid Dramaten i Stockholm 1865, och var fast engagerad där från 1871 och fram till 1914.
Bland hennes roller fanns Puck, Titania och Helena i »En midsommarnattsdröm», Jessika och Nerissa i »Köpmannen i Venedig», Prins Magnus i »Folkungalek», Georgette i »Fruntimmersskolan», Juliette i »Män af ära», Lysisca i »Fäktaren från Ravenna» och Anna i »Vid brasan» (vid Holbergs-jubileet i december 1884). Hon var omtyckt i byxroller, som Fanfan och därefter Theodule i »Familjen Benoiton», Lazarillo i »Don Cesar de Bazano» och Cadet i »Fregattkaptenen». 
Hon tilldelades medaljen Litteris et artibus 1907.

## Teater

### Roller
| År   | Roll                     | Produktion                                                    | Regi | Teater                      |
| ---- | ------------------------ | ------------------------------------------------------------- | ---- | --------------------------- |
| 1876 | Viola                    | Svart i röd Oscar Wijkander                                   |      | Kungliga Dramatiska Teatern |
| 1888 | Lisett, kammarjungfru    | Magister Bläckstadius eller Giftermålsannonsen August Blanche |      | Kungliga Dramatiska Teatern |
| 1889 | Julia                    | Galeotto José Echegaray                                       |      | Dramatiska Teatern          |
| 1889 | Svanhild                 | Kärlekens komedi (Kjærlighedens Komedie) Henrik Ibsen         |      | Dramatiska Teatern          |
| 1889 |                          | En för bägge och bägge för en Emma Gad                        |      | Dramatiska Teatern          |
| 1890 |                          | Revisorn (Ревизо́р, Revizór) Nikolaj Gogol                     |      | Dramatiska Teatern          |
| 1893 | Tjänsteflickan           | En middagsbjudning Christopher Boeck                          |      | Vasateatern                 |
| 1901 | Baronessan de Boines     | Sällskap där man har tråkigt Édouard Pailleron                |      | Kungliga Dramatiska Teatern |
| 1902 | Ursula                   | Mycket väsen för ingenting William Shakespeare                |      | Kungliga Dramatiska Teatern |
| 1904 | Céleste                  | Fregattkaptenen Frans Hedberg                                 |      | Kungliga Dramatiska Teatern |
| 1906 | Ett sorgklätt fruntimmer | Minna von Barnhelm Gotthold Ephraim Lessing                   |      | Kungliga Dramatiska Teatern |

## Galleri

Familjen Benoiton, Kungliga Dramatiska teatern 1866. Rollporträtt - SMV - H4 238
Fregattkaptenen, Dramatiska teatern 1900. Föreställningsbild - SMV - H11 056
Georgina Bäckström, rollporträtt - SMV - H2 055
Georgina Bäckström, rollporträtt - SMV - H2 054